# Psychotria beskeana
Psychotria beskeana är en måreväxtart som beskrevs av Diederich Franz Leonhard von Schlechtendal. Psychotria beskeana ingår i släktet Psychotria och familjen måreväxter. Inga underarter finns listade i Catalogue of Life.